# Hahnia cervicornata
Hahnia cervicornata là một loài nhện trong họ Hahniidae.
Loài này thuộc chi Hahnia. Hahnia cervicornata được miêu tả năm 1986 bởi Jia-Fu Wang & Zhang.